# Дъсти Роудс Отборна класика
Дъсти Роудс Отборна класика е ежегоден кеч отборен турнир, провеждащ се в Американската компания WWE, включваща тяхната марка NXT.
Турнирът е кръстен на Члена на Залата на славата на WWE, Дъсти Роудс, който почива през 2015. Турнирът е сравняван и (поне от части) вдъхновен от турнирите за Купата на Крокет от 80-те, който е продуциран от компанията Jim Crockett Promotions (която става по-известна като World Championship Wrestling). Роудс е бил създател и е участвал в тези турнири.
Индивидуално-елиминационния турнир между е разкрит пре август 2015 в памет на Роудс, който е участвал като главен продуцент и треньор вNXT – и е обявен на шоуто NXT Завземане: Бруклин, което се провежда след смъртта му. Турнирът от същата година се провежда през септември по време на седмичното шоу на NXT и хаус шоута на NXT, и приключва през октомври на NXT Завземане: Респект, където отбора на Фин Бáлър и Самоа Джо печелят, побеждавайки Барън Корбин и Райно във финалите.
Вторият турнир ще е провежда през есента на 2016, приключвайки през ноември на NXT Завземане: Торонто.
Победителите на турнира получават трофей, който изглежда на ключовите „каубойски“ кеч ботуши.

## Дати и места на финалите
| Събитие                | Дата            | Град                 | Място                | Победители            |
| ---------------------- | --------------- | -------------------- | -------------------- | --------------------- |
| NXT Завземане: Респект | 7 октомври 2015 | Уинтър Парк, Флорида | Full Sail University | Фин Балър и Самоа Джо |
| NXT Завземане: Торонто | 19 ноември 2016 | Торонто, Канада      | Air Canada Centre    | Авторите на болка     |